# Panciatichi
Panciàtichi (talvolta anche Panciatici) fu una delle più influenti famiglie magnatizie di Pistoia, nota sin dall'XI secolo, con un ramo che a partire dal Cinquecento si stabilì a Firenze, anche se già nel 1329 alla famiglia fu concesso lo scudetto del Popolo fiorentino. I Panciatichi, la cui fortuna familiare era dovuta alle numerose proprietà fondiarie nel pistoiese e alle attività di mercatura, anche in Francia, furono di fede ghibellina e antagonisti dei Cancellieri.

## Storia
Capostipite fu Bellino, che morì prima del 1057 ed è di quell'anno uno dei primi documenti in cui viene citato Pancio, suo figlio.
Possedevano diverse proprietà sulle montagne pistoiesi, tra cui una rocca a Lucciano e una residenza estiva a Popiglio, noto come Casone. Annoverò numerosi politici e uomini d'arme e fu nemica della potente famiglia guelfa dei Cancellieri. Il ramo pistoiese si imparentò con le nobili famiglie dei Banchieri e dei Rospigliosi, mentre il ramo della famiglia che si trasferì a Firenze, si imparentò con gli Albizzi, i Guicciardini e i Rucellai. 
I Panciatichi si imparentarono anche con la nobile famiglia Ximenes d'Aragona di origini portoghesi, trapiantata in Toscana nel Cinquecento con Ferdinando Ximenes d'Aragona (1526-1600) ed ebbero il feudo di Saturnia dal granduca Ferdinando I de' Medici. Ferdinando Panciatichi (1813-1897), figlio di Leopoldo (1766-1818), a sua volta figlio di Vittoria Ximenes d'Aragona (1761-1815) e di Niccolò Panciatichi (1742-1811), ricevette nel 1827 i beni, il nome, lo stemma ed i titoli della famiglia Ximenes d’Aragona, che si estinse in Europa, ma ancora esistente in Brasile.

## Esponenti illustri

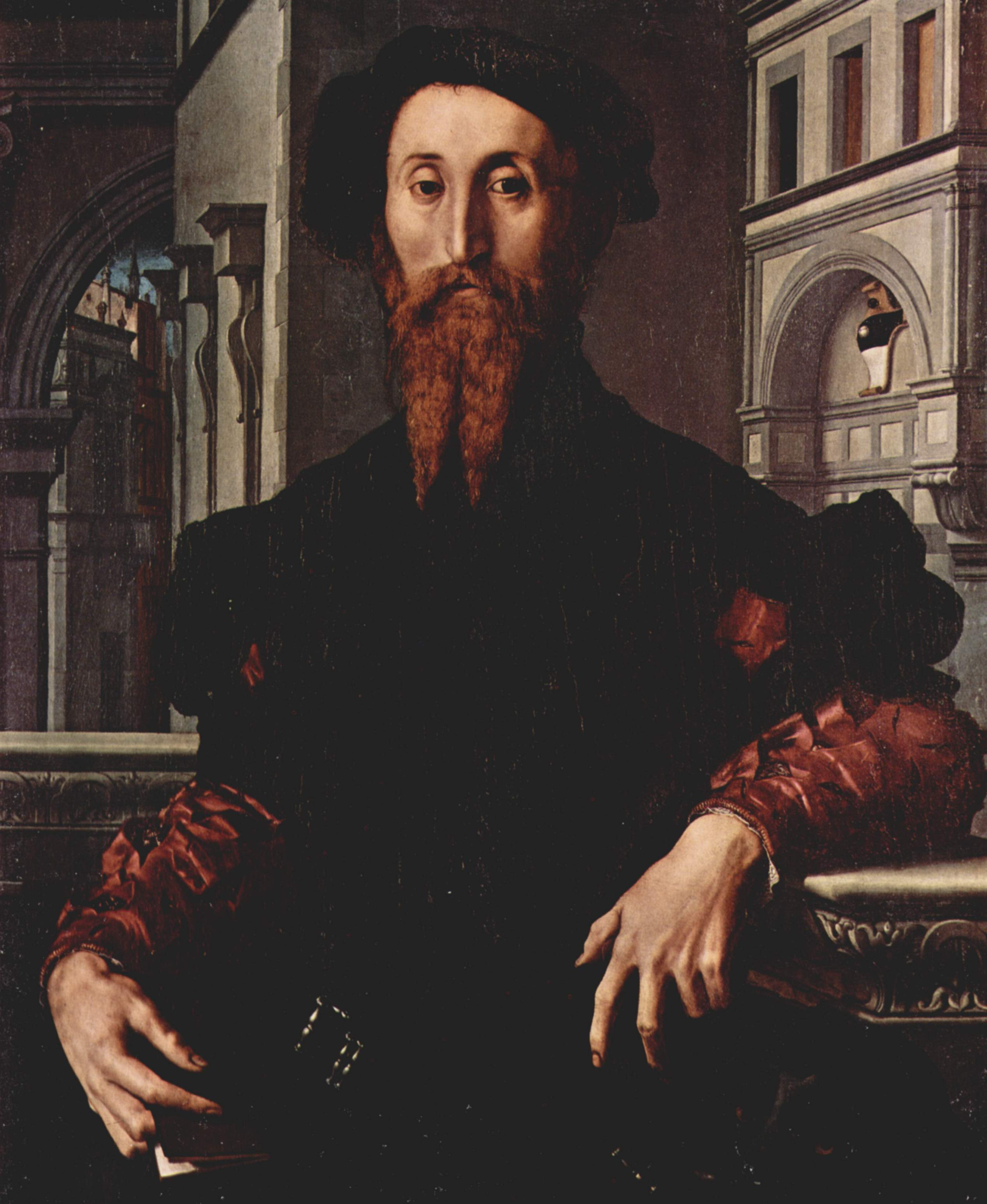
Agnolo Bronzino, Ritratto di Bartolomeo Panciatichi, 1540 ca.

- Vinciguerra Panciatichi (metà XIII secolo-1322), uomo d'armi
- Giovanni Panciatichi (1303-1355), politico, sposò Giovanna Altoviti
- Ridolfo Panciatichi (?-1348), cavaliere
- Giovanni Novello Panciatichi (1355-1404), politico, sposò Piera degli Albizi
- Gianfrancesco Panciatichi (?-1443) detto "Stella", politico, fu podestà di Ferrara nel 1403; sposò Camilla de' Lazzari
- Andrea Panciatichi (1438-1523), uomo d'armi
- Palamidesse Panciatichi (1459-1531), uomo d'armi, sposò Fiammetta Capponi e Agnoletta Bracciolini
- Gualtieri Panciatichi (1480-1549), sposò Francesca Guicciardini
- Palamidesse Panciatichi (1459-1531), uomo d'armi
- Bartolomeo Panciatichi (1507-1582), umanista
- Tommaso Ximenes (?-1633), vescovo di Fiesole
- Bandino Panciatichi (1629-1718), cardinale
- Lorenzo Panciatichi (1635-1676), letterato
- Ferdinando Panciatichi Ximenes d'Aragona (1813-1897), politico
- Marianna Panciatichi Ximenes (1835-1919), botanica

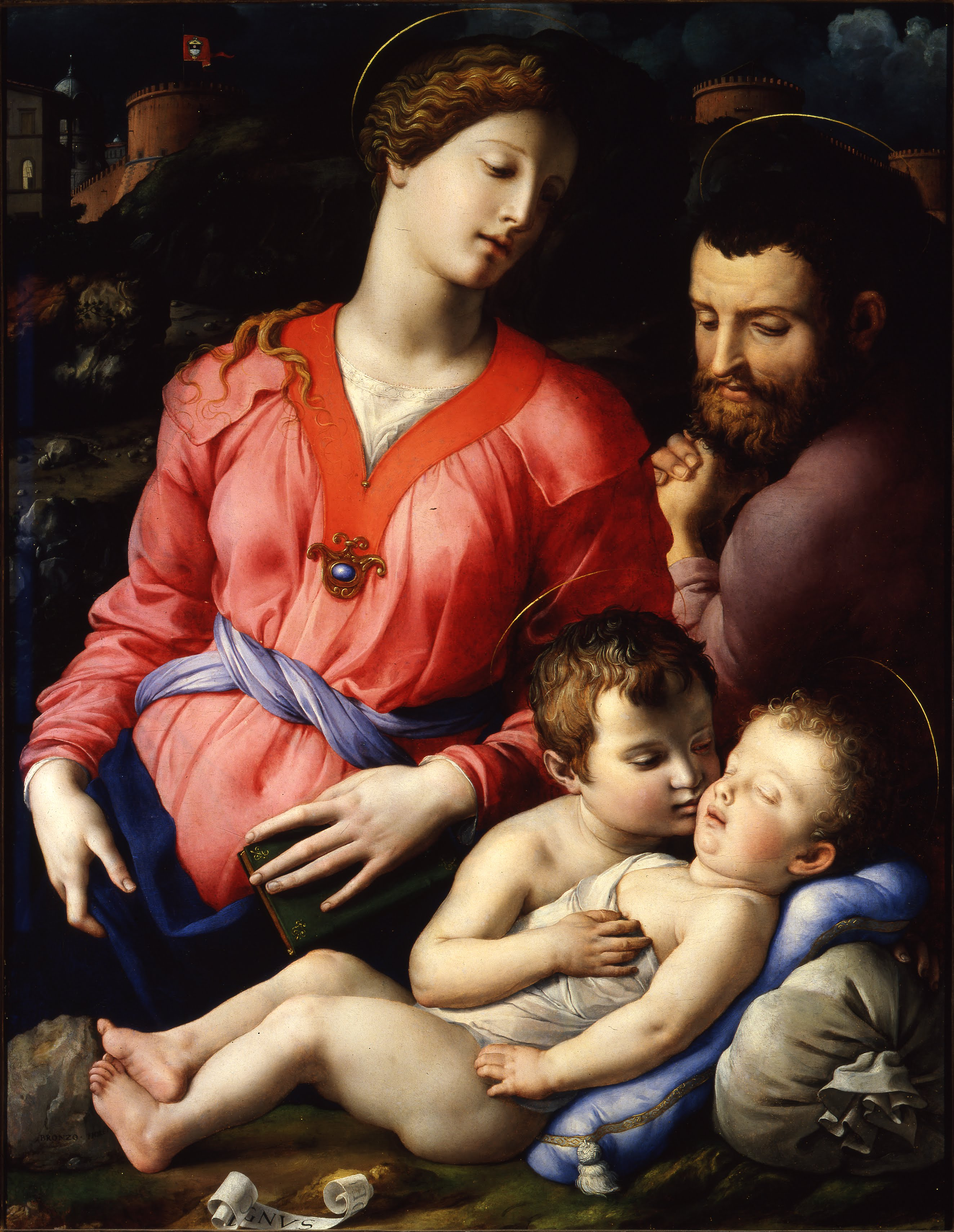
Bronzino, Sacra Famiglia Panciatichi, 1541 ca

## Nell'arte
- Pietà Panciatichi, opera di Carlo Crivelli, 1485 circa
- Assunta Panciatichi, opera di Andrea del Sarto, 1522 circa
- Ritratto di Bartolomeo Panciatichi, opera del Bronzino, 1540 circa
- Ritratto di Lucrezia Panciatichi, opera del Bronzino, 1541 circa
- Sacra Famiglia Panciatichi, opera del Bronzino, 1541 circa

## Arma
Troncato di nero e d'argento, alla palla del secondo nel primo, caricata della croce di rosso.

## Voci correlate

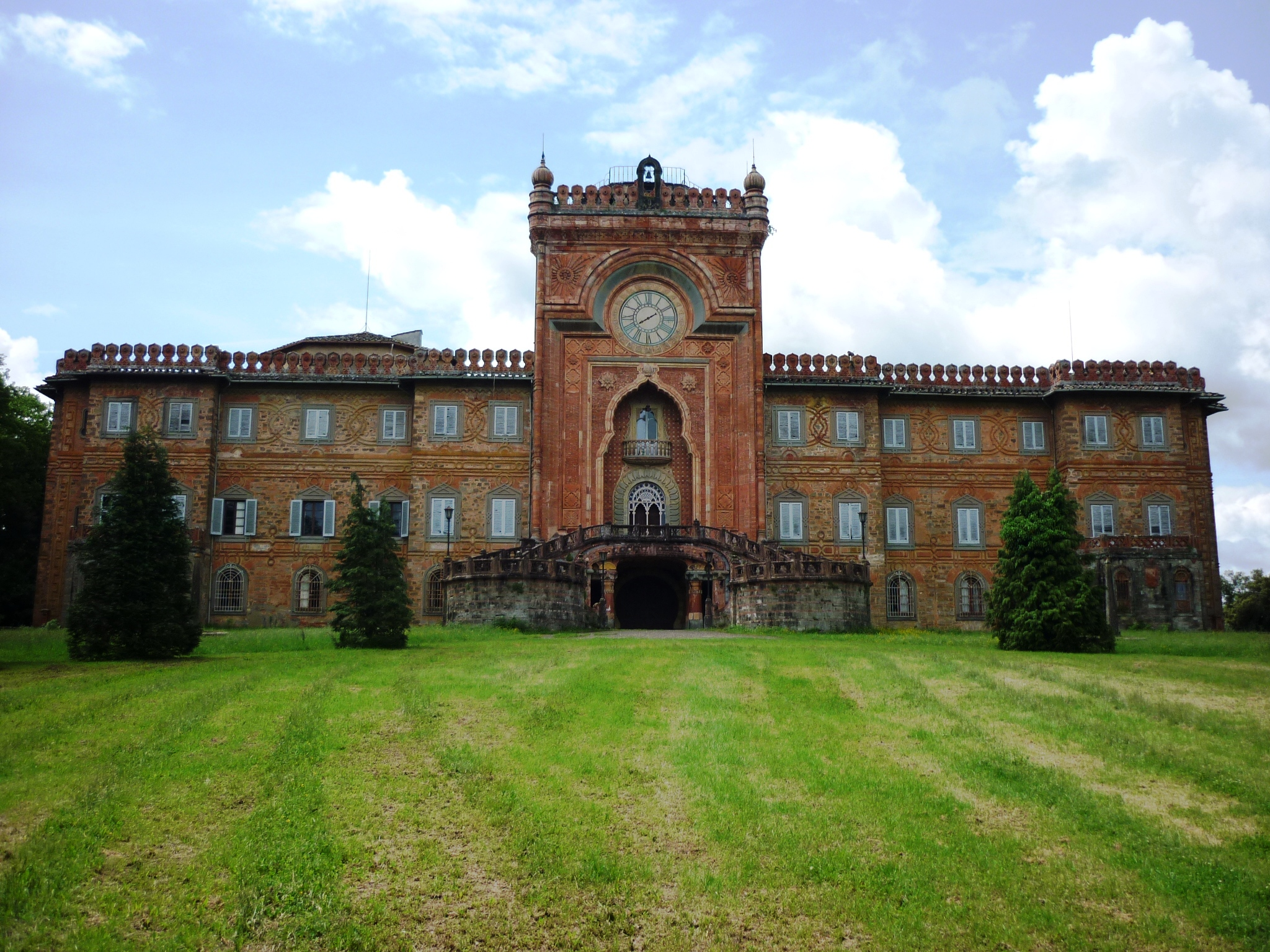
Castello di Sammezzano